# Drum național 1N
Der Drum național 1N (rumänisch für „Nationalstraße 1N“, kurz DN1N) ist eine aufgestufte kurze Hauptstraße in Rumänien. 

## Verlauf
Die für den Schwerverkehr ausgelegte Straße beginnt südlich von Feleacu (Fleck) am Drum național 1 (Europastraße 81) und umgeht die Stadt Cluj-Napoca (Klausenburg) im Osten. Sie endet in Apahida am Drum național 1C (Europastraße 576).
Die Länge der Straße wird mit 15,8 Kilometer angegeben.